# Оберн (Пенсилванија)
Оберн (енгл. Auburn) град је у америчкој савезној држави Пенсилванија.

## Демографија
По попису из 2010. године број становника је 741, што је 98 (-11,7%) становника мање него 2000. године.
| Група             | 2000.       | 2010.       |
| Белци             | 830 (98,9%) | 722 (97,4%) |
| Афроамериканци    | 7 (0,8%)    | 3 (0,4%)    |
| Азијати           | 1 (0,1%)    | 2 (0,3%)    |
| Хиспаноамериканци | 0 (0,0%)    | 10 (1,3%)   |
| Укупно            | 839         | 741         |